# Levahn Mek. Verksted
Koordinaten: 59° 55′ N, 10° 47′ O Levahn Mek. Versted A/S, kurz Levahn, war ursprünglich ein Motorenwerk in Oslo, das kleine Schiffsmotoren herstellte. Der Name existiert heute noch für Schienenfahrzeuge. In ihrer 90-jährigen Geschichte baute die Gesellschaft zwischen 400 und 500 Lokomotiven.

## Levahn Motor Co.
Die Firma wurde 1906 von den beiden Inhabern Levanger und Rahn als Levahn Motor Co.  gegründet und hatte ihre erste Fabrikationsstätte in der Pilestredet. 1917 kaufte das Unternehmen die zwischen 1886 und 1900 erbauten Gebäude des Ziegelwerkes Ensjø Teglverk in der Hedmarksgata 25 (heute Rolf Hofmos gate 20). Die seit 1855 betriebene Ziegelei hatte Steine für das Storting und das Nationaltheatret geliefert.

## Levahn Mekaniske Verksted Aktieselskap
Am 16. Oktober 1929 erfolgte eine Umstrukturierung, bei der der Name der Firma in Levahn Mekaniske Verksted Aktieselskap geändert wurde. Die Motorfabrik ging 1933 in Konkurs. Sie wurden von dem Ingenieur Wiig übernommen, der sie zu einer mechanischen Werkstätte ausbaute. Als Hauptprodukt wurde ab dieser Zeit vor allem Eisenbahnmaterial hergestellt. Nach einem Brand der Fertigungsstätte 1946 wurde in Ensjø ein neues Werk gebaut, die alte Werkhalle aber wieder instand gesetzt.
Für Holmekollbanen, Vestlige forstadsbaner, Ekebergbanen und U-Bahn (Oslo T-bane) wurden Bauzuglokomotiven hergestellt. Auf vielen norwegischen Bahnstrecken kamen die kleinen Lokomotiven der Firma zum Einsatz. Bei Jernbaneverket sind Levahn-Fahrzeuge noch im täglichen Betrieb.

## Levahn Industrier AS
1985 wurde eine Tochtergesellschaft Levahn Industrier AS gegründet, die ab diesem Zeitpunkt sämtliche Fertigungsaktivitäten übernahm. Es wurden zudem Produkte für die Ölindustrie entwickelt, um ein weiteres Standbein zu bekommen. 1990 hatte das Unternehmen noch knapp 50 Mitarbeiter. In den 1990er Jahren wurde der Wettbewerb härter. Norges Statsbaner änderten die Beschaffungspolitik und vergaben mehr und mehr Aufträge an ausländische Konkurrenten. Dadurch ging der Betrieb 1996 erneut in die Insolvenz und 17 Mitarbeiter verloren ihren Arbeitsplatz. Daraufhin wurden 1996 die Fertigungsaktivitäten eingestellt und die Gebäude an eine Autowerkstatt verkauft.
Letzter Geschäftsführer der Firma war von 1977 bis 1996 Erling Johan Wiig (* 1947).

## Parlamentarische Anfrage
Am 22. Mai 1996 wurde Levahn Gegenstand einer parlamentarischen Anfrage von Erling Folkvord, dem einzigen Abgeordneten im Storting der kommunistischen Partei Arbeidernes kommunistparti. Er vermutete, dass das Industrieunternehmen als Folge der Beschaffungspolitik der Norges Statsbaner (NSB) in Konkurs ging, weil Wagen, für die Levahn Angebote unterbreitet hatte, von einem deutschen Lieferanten bezogen wurden. Industrieminister Jens Stoltenberg erwiderte, dass die NSB für ihre Einkäufe eigenständig zu entscheiden haben.

## Nachfolgefirma
Am 1. Mai 1996 wurde die Firma Sivilingeniør E J Wiig AS gegründet, die die Aktivitäten der Produkte für die Ölindustrie sowie den Kranbau weiterführt. Diese Firma wurde von Erling Johan Wiig geführt.